# 阿爾緬·納加佩托維奇·薩爾基相
阿爾緬·納加佩托維奇·薩爾基相（俄语：Армен Нагапетович Саркисян；1978年9月20日—2025年2月3日），綽號「阿爾緬」（Армен）、「阿爾緬·戈爾洛夫斯基」（Армен Горловский），是烏克蘭黑幫人物及親俄合作者，擔任頓內茨克人民共和國拳擊聯合會主席。他創建並指揮志願軍特種營「阿爾巴特營」。

## 生平
薩爾基相接受訪問時稱，其於1978年出生於亞美尼亞埃里溫，數年後舉家搬遷至烏克蘭東部城市戈爾洛夫卡，他一直在當地生活至2014年。但據烏克蘭媒體報導指，阿爾緬出生於戈爾洛夫卡。
他育有一女埃米莉亞·阿尔梅諾芙娜·薩爾基相。2024年2月14日，在莫斯科普柳甚切夫街，一輛載有埃米莉亞的汽車與載有車臣綜合格鬥選手拉蘇爾·奧恰耶夫（Расул Очаев）的汽車相撞。隨後阿爾緬帶著保鑣來到現場，與奧恰耶夫及其司機發生槍戰，雙方均有受傷。

### 早年經歷與家族背景
阿爾緬·薩爾基相少年時已熱衷於拳擊訓練，而他的父親納加佩特·薩爾基相早已在當地亞美尼亞社群及黑幫勢力中建立起強大的人脈。雖然戈爾洛夫卡的亞美尼亞人不多，但大多從事商業活動，而納加佩特則利用自己的黑道關係，組織勢力來保護亞美尼亞商人的利益。當發生重大衝突時，來自亞美尼亞的黑幫分子會介入調停，通常能迅速解決問題。
成年後，阿爾緬萌生建立一支由拳擊手組成的幫派，以控制當地商業的想法。然而，他的父親納加佩特·薩爾基相告誡他，戈爾洛夫卡的地下勢力早已被各大幫派瓜分，這些勢力的首領不會容許新的競爭對手。他建議兒子加入一個強大的組織，而最合適的選擇便是烏克蘭最高拉達議員尤里·伊万纽先科控制的葉納基耶沃幫（Єнакієвська ОЗУ）亚历山大·巴圖林（Олександр Батурін）派系。阿爾緬聽從建議，成功獲得巴圖林的接納，正式成為該組織的一員。
阿爾緬逐漸嶄露頭角，並因其出身戈爾洛夫卡而獲得「阿爾緬·戈爾洛夫斯基」的綽號。與許多黑幫首領一樣，他也試圖讓自己的事業合法化，於是成立了私人保全公司，作為掩護和資金運作平台。

## 事蹟

### 幕後控制戈爾洛夫卡
2009年，阿爾緬為爭取輿論影響力，發動一場惡意收購，奪取當地的名为“06242”的新聞網站和報紙《戈爾洛夫卡快報》（Горлівський Експрес），以操控輿論導向。
在頓涅茨克幫派的支持下，阿爾緬在烏克蘭內政部高層建立起關係，進一步鞏固自己的地位。他隨後被任命為戈爾洛夫卡拳擊聯合會副主席，並與頓涅茨克黑幫領袖格納·烏茲別克（Гена Узбек）交往密切。到2010年代初，阿爾緬甚至開始插手煤炭業務，據稱控制國有企業 「阿爾捷姆煤炭公司」，使其成為黑幫的資金來源之一，卻仍能繼續獲得國家補助。

### 尊嚴革命與黑幫動員
2013年至2014年烏克蘭尊嚴革命期間，戈爾洛夫卡成為「蒂圖什基」的供應基地之一。這些由阿爾緬組織的武力團體不僅參與基輔的鎮壓行動，還在頓涅茨克示威期間出手攻擊抗議者。
根據烏克蘭總檢察長維塔利·亞雷馬於2015年2月公佈的調查結果，涉及《消息》報記者維亞切斯拉夫·韋雷米謀殺案是由阿爾緬的手下在尤里·克里辛（Юрій Крисін）指揮下實施。他們在2014年2月19日襲擊並殺害記者韋雷米，原因是他在車內拍下他們的行動。
而幕後主使則包括烏克蘭內政部長維塔利·扎哈爾琴科及後勤支援部門負責人帕夫洛·濟諾夫（Павла Зінова）。該組織直接受尤里·伊萬尤申科助手的控制，主要任務是阻止尊嚴革命的示威者通過米哈伊利夫街来到独立广场，防止他們進一步推進抗議行動。2014年2月20日，该组织的成員近距离枪杀示威者，造成多人死亡。儘管克里辛後來被捕，法院卻僅判處緩刑，此裁決引發輿論譁然。
在尊嚴革命最激烈的時期，阿爾緬的蒂圖什基甚至被指派保護尤里·伊萬尤申科在基輔里爾斯基巷4號的辦公室，以防反對勢力的襲擊。

### 尊嚴革命後
根據媒體報導指，阿爾緬一度被俄羅斯列入聯邦通緝名單，而烏克蘭因維亞切斯拉夫·韋雷米謀殺案而通緝他。有消息稱，他已離開頓巴斯，但仍在遠程操控戈爾洛夫卡的犯罪網絡。
伊萬尤申科的舊盟友阿夫拉莫夫兄弟（брати Аврамови）在尊嚴革命後喪失了對敖德薩的控制權，而他們的對手正逐步崛起。為了奪回敖德薩的影響力，伊萬尤申科在2018年8月，決定動用他最信任的勢力，即阿爾緬的幫派，以重新掌控敖德薩，擴展自己的勢力範圍。

### 俄羅斯入侵烏克蘭
2022年2月21日，有消息稱阿爾緬多輛越野車及其隨扈與親信的車隊，出現在頓涅茨克人民共和國與俄羅斯之間的行政邊界地帶。
根據宰采韋軍事行政機構前負責人弗拉基米爾·維索爾金的證詞，在2022年2月24日俄羅斯發動全面入侵時，阿爾緬持當時正位於基輔。維索爾金指出，阿爾緬與其盟友偽造身份文件，計劃在俄軍進入烏克蘭首都後，趁勢奪取高利潤商業企業。然而，當俄軍未能實現「三天內攻下基輔」的計劃後，阿爾緬迅速逃離該市。
在俄軍佔領戈爾洛夫卡後，阿爾緬接管該市的幾家餐廳和俱樂部，並擔任「頓內茨克人民共和國拳擊聯合會」主席。在俄軍佔領赫爾松期間，阿爾緬試圖向佔領政府官員葉卡捷琳娜·古巴列娃施壓，要求她將赫爾松的多家企業移交給他控制。
烏克蘭軍事情報部門指，俄羅斯領導層已任命阿爾緬「監督」整個俄佔頓涅茨克州的監獄。他將從當地囚犯中組建一家新的私人軍事公司，與葉夫根尼·普里戈任的瓦格納集團展開競爭。
到了2022年9月，阿爾緬成立一支名為「阿爾巴特」（АрБат）的作戰營，並主要從俄羅斯佔領區的監獄徵召囚犯充當戰鬥人員。他聲稱，該部隊在2024年7月1日與俄羅斯國防部簽署合約後，開始形成更明確的編制架構。該營現由前瓦格納集團傭兵組織成員艾克·加斯帕良（Айк Гаспарян）指揮。
在2024年烏克蘭入侵庫爾斯克州期間，「阿爾巴特」戰鬥人員駐紮在庫爾斯克州，並參與當地的戰鬥。此前，他們曾在托雷茨克前線作戰。同年，阿爾緬被烏克蘭加控有「參與非法武裝組織」和「協助侵略國」罪名。

## 死亡
莫斯科時間2025年2月3日上午9點45分，阿爾緬在炸彈襲擊中死亡。根據俄羅斯Telegram頻道Mash的匿名消息來源稱，爆炸裝置可能被放置在莫斯科「紅帆」高級住宅小區的大廳沙發下，正好位於電梯與大門之間的通道。爆炸疑似透過監視攝影機遠端引爆，就在阿爾緬走出電梯的瞬間發生。阿爾緬傷勢嚴重，曾一度心跳驟停，送醫後緊急接上人工呼吸器，但仍因頭部與胸部重創，加上左腳掌被炸斷。到了中午，Mash再次發佈消息，指阿爾緬在加護病房搶救無效身亡，自爆炸後從未恢復意識。初步判斷，他的死因是爆炸碎片貫穿胸口、傷及心臟。此外，死者包括前烏克蘭內務部武裝部隊克里米亞領土司令部獨立特種部隊副指揮官奧列格·卡斯佩羅維奇（Олег Касперович），據推測是阿爾緬的保鏢。
報導指，此暗殺案與俄羅斯三防部隊司令伊戈爾·基里洛夫暗殺案高度相似。
據塔斯社報導指，阿爾緬安葬在莫斯科的特羅耶庫羅夫公墓。

## 榮譽
- 戈爾洛夫卡榮譽市民[13]——「對戈爾洛夫卡市和頓涅茨克人民共和國體育文化和體育事業的發展做出重大貢獻，系統地參與解決該市最緊迫的社會問題，以及對共和國的未來做出不可估量的貢獻[5]。」